# Brzeżno (gemeente)
De gemeente Brzeżno is een gemeente in powiat świdwiński. Aangrenzende gemeenten:
- Świdwin (miejska) en Świdwin (powiat Świdwiński)
- Drawsko Pomorskie en Ostrowice (powiat Drawski)
- Łobez (powiat Łobez)

De zetel van de gemeente is in het dorp Brzeżno.
De gemeente beslaat 10,1% van de totale oppervlakte van de powiat.

## Demografie
De gemeente heeft 5,9% van het aantal inwoners van de powiat.

## Plaatsen
- Brzeżno (Duits Briesen, dorp)

Administratieve plaatsen (sołectwo) van de gemeente Brzeżno:
- Chomętowo, Karsibór, Koszanowo, Pęczerzyno, Rzepczyno, Słonowice en Więcław.

Zonder de status sołectwo : Chomętówko, Grąbczewo, Grądzkie, Kłącko, Miłoszewice, Mulite, Pęczerzyński Młyn, Półchleb, Przyrzecze, Sonino, Wilczkowo.